# 進藤長房
進藤 長房（しんどう ながふさ、寛永19年（1642年） - 享保3年8月6日（1718年8月31日））は、江戸時代前期から中期の青侍。近衛家諸大夫。官位は従三位筑後守。主に尚嗣（19代当主）、基熙（20代当主）の2代にわたり近衛家に仕えた。
進藤長定の子。母は大石良勝の娘。子がなく、一族の進藤長昌（輪王寺宮守澄法親王の家臣）の子長之を養子に入れて後を継がせた。享保3年（1718年）に死去。享年77。